# Benediktas Mickus
Benediktas Mickus (* 26. März 1997) ist ein litauischer Sprinter und Mittelstreckenläufer, der sich auf die 800-Meter-Distanz spezialisiert hat.

## Sportliche Laufbahn
Erste internationale Erfahrungen sammelte Benediktas Mickus beim Europäischen Olympischen Jugendfestival (EYOF) 2013 in Utrecht, bei dem er in 1:55,50 min die Goldmedaille im 800-Meter-Lauf gewann. Im Jahr darauf nahm er an den Olympischen Jugendspielen in Nanjing teil und siegte dort mit 1:52,40 min im B-Finale. 2015 schied er dann bei den Junioreneuropameisterschaften in Eskilstuna mit 1:55,27 min in der ersten Runde aus und im Jahr darauf erreichte er bei den U20-Weltmeisterschaften in Bydgoszcz das Halbfinale, in dem er mit 1:49,44 min ausschied. 2017 schied er bei den U23-Europameisterschaften ebendort mit 1:49,22 min im Vorlauf aus und nahm anschließend an der Sommer-Universiade in Taipeh teil, bei der er mit 1:49,35 min im Halbfinale ausschied. 2019 scheiterte er bei den U23-Europameisterschaften in Gävle mit 1:50,59 min in der Vorrunde und nahm im Dezember an den Crosslauf-Europameisterschaften in Lissabon teil und erreichte dort in der gemischten Staffel nach 18:47 min den neunten Platz.
Von 2016 bis 2020 wurde Mickus litauischer Meister im 800-Meter-Lauf sowie 2020 auch über 400 Meter. In der Halle siegte er 2015, 2017, 2019 und 2020 über 800 Meter sowie 2020 auch im 400-Meter-Lauf.

## Persönliche Bestzeiten
- 400 Meter: 47,88 s, 28. Juli 2016 in Rakvere
  - 400 Meter (Halle): 49,70 s, 20. Februar 2015 in Klaipėda
- 800 Meter: 1:48,34 min, 25. Juni 2017 in Tel Aviv-Jaffa
  - 800 Meter (Halle): 1:50,36 min, 1. Februar 2020 in Wien